# Ocotea pulchella
Ocotea pulchella é uma espécie da família das lauráceas. É uma espécie nativa do Brasil.
Tem os nomes populares: canela-do-brejo; canela-lageana; canela-pimenta; canelinha.

## Descrição
Árvore perenifólia, espécie secundária inicial, secundária tardia, ou clímax tolerante à sombra. Com grande distribuição de frutos. Sua altura atinge até 30 m e seu diâmetro 75 cm. Folhas simples, alternas, inteiras, coriáceas com pecíolo curto. lanceoladas a elípticas.

## Distribuição
Esta espécie no Brasil, ocorre nas regiões Norte, Centro-Oeste, Sudeste e Sul.